# F.A.R.
I F:A.R., anche conosciuti come Final Alternative Relation, sono stati uno dei primi gruppi di musica post-industriale italiani. Provenienti da Savona, furono attivi dal 1980 al 1990.

## Storia dei F:A.R.

### 1980-1983: DaDuello Sul CervelloaFinal Alternative Relation
I F:A.R. nacquero a Savona nel 1980 su iniziativa di Mauro Guazzotti. Nel 1981 pubblicano un primo nastro intitolato Duello sul cervello su marchio Technological Feeling, etichetta fondata dallo stesso Mauro Guazzotti, che poi portò avanti il progetto come unico membro stabile della formazione. Assieme al secondo nastro Final Alternative Relation (1982, Technological Feeling) ed alla quarta pubblicazione Lust (1985, ADN), l'album fu poi ristampato nel 2017 nella raccolta Mechanics & Music (nastri ’81-’85)  dalla co-produzione delle etichette Again Records (Italia), Luce Sia (Svizzera) e Der Klang Records (Italia).
Fin da questo primo periodo appaiono chiari i riferimenti competitivi che caratterizzeranno poi la band, che comprendevano una rielaborazione sonora di quanto teorizzato da William S. Burroughs nel metodo del cut-up, mescolando così fonti sonore di diversa provenienza che andavano dalla televisione alla radio, dal cinema alle registrazioni di suoni dal quotidiano, spesso inserite su ritmiche che potevano ricordare alcune esperienze del krautrock tedesco.

### 1984-1985: l'incontro con la ADN
Risale al 1984 l'incontro con la milanese ADN, che produsse nel 1985 il primo LP dei F:A.R. su vinile dal titolo Da consumarsi con grazia in cui alle consuete fonti provenienti da mass media e registrazioni concrete, la band mescolava cori di opere liriche e conversazioni di gente comune dal tono surreale. A tali materiali provenienti dal quotidiano e mescolati in modo giocoso e fanciullesco, venivano poi sommate le parti cantate dalla band. La somma degli elementi estrapolava i singoli elementi di esperienza comune per restituirli in modo astratto creando una "frattura e/o una alterazione" con il modo in cui tali oggetti vengono perlopiù percepiti. Se quindi, anche per la massiccia presenza di sonorità orchestrali, alcune soluzioni essenzialmente ludiche possono ricordare linee intraprese in precedenza da Franco Battiato in M.elle le "Gladiator", l'uso del cut-up sembra anticipare la strada che verrà poi intrapresa da band come i Der Blutharsch. Questo schema compositivo verrà poi riproposto anche nei successivi lavori: Lust uscì nello stesso anno su cassetta per la ADN, mentre Frammenti del 1986 uscì a marchio Technological Feeling.
Fu poi del 1985 lo split con i belgi I Scream dal titolo Dopo Numero 0 uscito per la Megamagomusic.

### 1986-1990: DaPresto i topi verranno a cercarciaPassi uguali
Gradualmente la band lasciò lo schema competitivo che la aveva caratterizzata nei suoi album d'esordio, tanto che Marcello Ambrosini, utilizzando una metafora, descrive il loro percorso partendo dall'album Da consumarsi con grazia e descrivendoli in questo album "come bambini che interagiscono con il mondo", che poi, "in 'Presto i topi verranno a cercarci', il secondo disco, sono diventati degli adolescenti con una visione apocalittica del futuro, mentre in 'Passi uguali', ormai adulti, si interrogano sul loro ruolo e sulla possibilità di venire schiacciati dalla tecnologia". In Presto i topi verranno a cercarci quindi, Guazzotti e soci, anche grazie alla collaborazione di Osvaldo Schwartz delle Officine Schwartz, organizzano il disco come un rituale ritmato da percussioni ripetitive e sonorità elettroniche dai toni scuri che alternano l'alto al basso, il serio al parodistico. In questo ultimo periodo dei F:A.R. la parola prende poi sempre più piede, inserendo sempre più nuovi elementi che Guazzotti elaborerà in modo più organico con il progetto MGZ che seguirà ai F:A.R.

### 2017-2022: il ritorno
I F:A.R. tornano a far parlare di loro nelle cronache musicali con la ristampa di Mechanics & Music - Nastri ’81-’85  (2017), un doppio CD contenente tutti i nastri del gruppo, da Duello sul cervello a Lust. Forte del clamore di tale ristampa, il gruppo tornerà ad esibirsi dal vivo dopo quasi 30 anni dal suo scioglimento, poche date tra le quali spicca la partecipazione al festival Destination Morgue Festival il 02/11/2018. La pandemia di covid-19 ritarda l’uscita di una seconda raccolta prevista per il 2020, che vedrà quindi la luce solo nel dicembre del 2022. Dal titolo Il mito dei vinili parlanti – 1985/1990, il cofanetto di 3 CD vedrà al suo interno tutti e tre i vinili della band (Da consumar con grazia, Presto i topi verranno a cercarci e Passi uguali), restaurati e rimasterizzati, più una serie di rarità e inediti selezionata dalla smisurata collezione di nastri posseduta da Mauro Guazzotti. 

## Formazione
- Germana Oliva
- Grazia Stella
- Iolanda Torello
- Mauro Guazzotti
- Roberto O. Costantino
- Fabrizio Caligaris

## Produzioni

### Cassette
- 1981 - Duello sul cervello (Technological Feeling)
- 1983 - Final Alternative Relation (Technological Feeling)
- 1985 - Lust (*ADN)
- 1986 - Frammenti (Technological Feeling)

### Album in studio
- 1985 - Da consumarsi con grazia (LP album, ADN)
- 1987 - Presto i topi verranno a cercarci (LP album, Amen production - THX 1138)[5]
- 1990 - Passi uguali (LP album, Minus Habens records)

### Raccolte
- 2017 - Mechanics & Music - nastri ’81-’85 (2 CD, Again Records, antologia contenente tutto il materiale pubblicato su nastro negli anni '80)
- 2022 - Il mito dei vinili parlanti – 1985/1990 (3 CD, Again Records, antologia contenente i tre vinili di studio più una serie di rarità e inediti)

### Split
- 1998 - Allegato Sonoro - Amen This Is Religgion N° 5 (Split Album su Cassetta con i Ritmo Tribale, Amen production - THX 1138)
- 1990 - Manipulation (Live Extracts) / Death Of Saint Jarnaii Singh Bhindranwaie (Split Album su Cassetta con Muslimgauze, Minus Habens records)